# Augustus (rzeka)
Augustus – krótka rzeka w Australii, w stanie Australia Zachodnia, w paśmie górskim Darling Range. Ma 10,6 km długości. Uchodzi do rzeki Brunswick. Prawdopodobnie została nazwana przez geodetę Henry'ego Ommanneya w latach 40. XIX wieku na cześć Ernesta Augusta, księcia Brunszwiku i Lüneburga i elektora Hanoweru, piątego syna króla Jerzego.